# Sphenostigma
Sphenostigma é um género botânico pertencente à família Iridaceae.